# Kreuzeiche (Granitz)

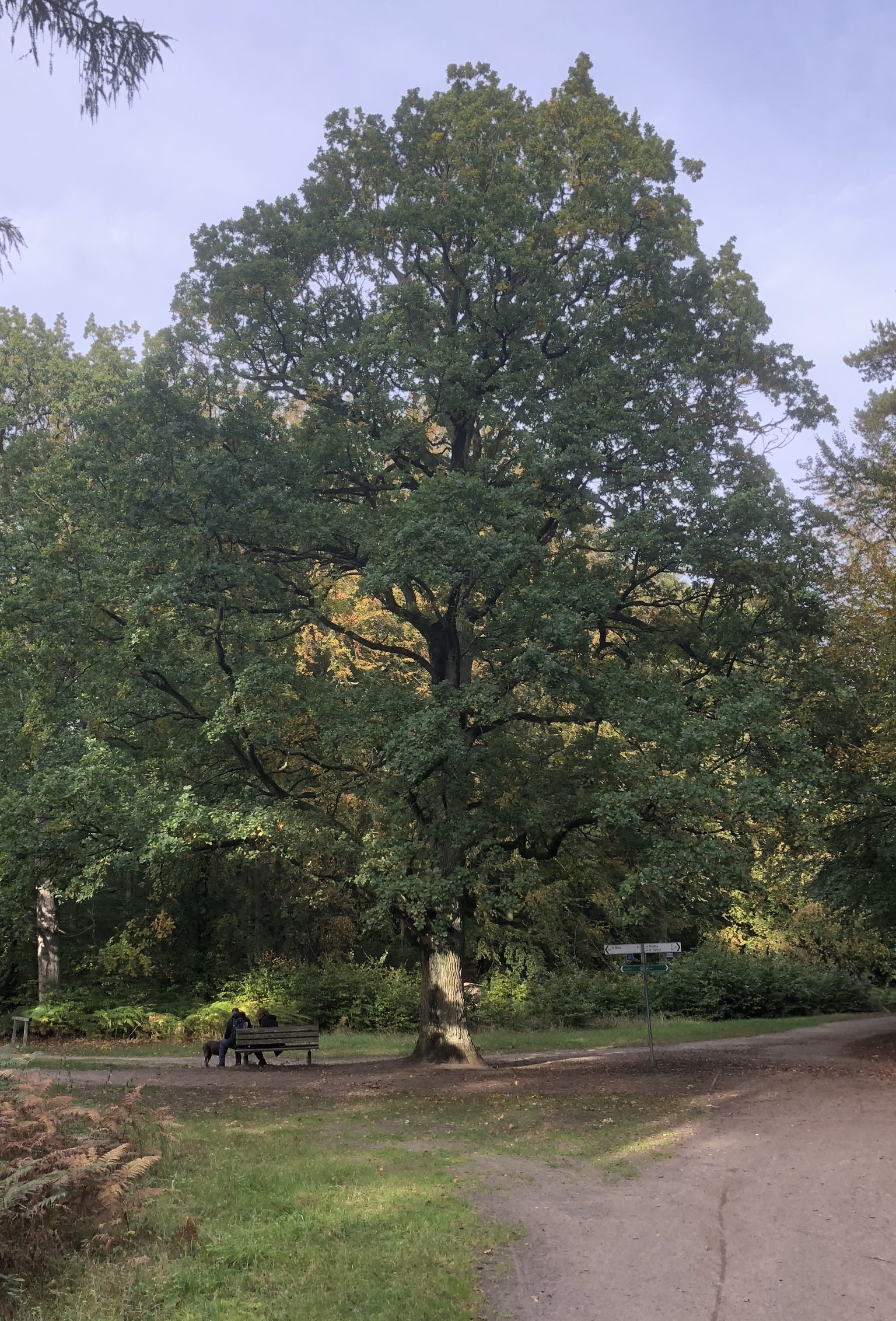
Kreuzeiche, 2019

Die Kreuzeiche ist eine alte Eiche im Waldgebiet Granitz auf Rügen in Mecklenburg-Vorpommern.
Der Baum steht in der Gemarkung von Binz in markanter Lage auf einer Kreuzung zweier Waldwege und gilt als ein Wahrzeichen der Granitz. Westlich und nordwestlich des Baums befinden sich mit Bänken und einer kleinen Schutzhütte Rastmöglichkeiten für Wanderer. Von der Kreuzeiche aus sind Wanderwege nach Binz, Sellin, Baabe und dem Finnischen Krieger ausgeschildert.